# Conus longilineus
Espèce
Statut de conservation UICN

 LC  : Préoccupation mineure
Conus longilineus est une espèce de mollusques gastéropodes marins de la famille des Conidae.
Comme toutes les espèces du genre Conus, ces escargots sont prédateurs et venimeux. Ils sont capables de « piquer » les humains et doivent donc être manipulés avec précaution, voire pas du tout.

## Description
La coquille atteint une longueur de 20 mm.

## Distribution
Cette espèce marine est présente dans l'océan Atlantique, au large des îles du Cap-Vert, aux endroits suivants, dans la partie sud de l'île de Sal : 
- Parda
- Sal Island
- Santa Maria
- Serra Negra

### Niveau de risque d’extinction de l’espèce
Selon l'analyse de l'UICN réalisée en 2011 pour la définition du niveau de risque d'extinction, cette espèce est endémique de l'île de Sal au Cap-Vert. Bien que cette espèce ait une aire de répartition restreinte, elle est présente à un certain nombre d'endroits autour de l'île, ce qui lui confère un certain degré de résilience. Elle est également de très petite taille, les spécimens ne dépassant probablement pas 20 mm, ce qui nuit à son attrait pour les collectionneurs occasionnels. Elle est donc classée dans la catégorie " préoccupation mineure ".

## Taxinomie

### Publication originale
L'espèce Conus longilineus a été décrite pour la première fois en 1980 par les malacologistes Dieter Röckel (d), Emilio Rolán (d) et António Monteiro,,.

### Synonymes
- Africonus cagarralensis T. Cossignani, 2014 · non accepté
- Africonus longilineus (Röckel, Rolán & Monteiro, 1980) · appellation alternative
- Africonus melissae (Tenorio, Afonso & Rolán, 2008) · non accepté
- Africonus minimus T. Cossignani & Fiadeiro, 2015 · non accepté
- Africonus nelsonandradoi T. Cossignani & Fiadeiro, 2015 · non accepté
- Conus (Lautoconus) cagarralensis (T. Cossignani, 2014) · non accepté
- Conus (Lautoconus) longilineus Röckel, Rolán & Monteiro, 1980 · non accepté
- Conus (Lautoconus) melissae Tenorio, Afonso & Rolán, 2008 · non accepté
- Conus (Lautoconus) nelsonandradoi (T. Cossignani & Fiadeiro, 2015) · non accepté
- Conus cagarralensis (T. Cossignani, 2014) · non accepté
- Conus grahami longilineus Röckel, Rolán & Monteiro, 1980 · non accepté (original rank)
- Conus melissae Tenorio, Afonso & Rolán, 2008 · non accepté